# Erebus orion
Erebus caprimulgus là một loài bướm đêm trong họ Erebidae.